# Олимпијан (византијски епископ)
Олимпијан  је био епископ града Византа у периоду од 187. до 198. године.
Његова служба се одвијала у време сукоба у Римском царству између Септимија Севера, Дидија Јулијана и Песценија Нигера. 196. године, након три године опсаде остатака трупа Песцинија Нигера у Византији, град су заузеле трупе Септимија Севера. Септимије Север је наредио уништење свих градских утврђења и укидање свих политичких и трговаčких привилегија града, укључујући и право на метрополију, подредивши је Хераклеји Трачанској. Византија је остала епархија у саставу Хераклеје Тракијске више од једног века.